# سلطنت مصر
سلطنت مصر اسمی است که بر دولت مصر هنگامی که تحت قیمومت بریتانیا بین سال‌های ۱۹۱۴ و ۱۹۲۲ بود گفته می‌شود. هنگامی که عباس حلمی دوم در اوایل جنگ جهانی اول برکنار شد و به جای او عمویش حسین کامل منصوب شد، مصر قیمومت انگلیس (تحت‌الحمایگی انگلیس) را پذیرفت. سپس نام خدیوی مصر به سلطنت مصر تغییر کرد و تا سال ۱۹۲۲ به کارش ادامه داد.

## تاریخ
بلافاصله پس از شروع جنگ جهانی اول، خدیو عباس دوم مصر به دلیل مواضع طرفدار عثمانی توسط انگلیسی ها از قدرت برکنار شد.عمویش حسین کامل جایگزین او شد که استقلال مصر را از امپراتوری عثمانی اعلام کرد و خود را سلطان اعلام کرد.اگر چه به عنوان ایجاد مجدد سلطان نشین مصر پیش از عثمانی معرفی شد، سلطان نشین تازه ایجاد شده قرار بود تحت الحمایه بریتانیا باشد و قدرت سیاسی و نظامی مؤثری در اختیار مقامات بریتانیا قرار گیرد.این امر به حاکمیت قانونی عثمانی بر مصر پایان داد که از زمان تصرف قدرت توسط محمد علی در سال 1805 تا حد زیادی اسمی بود.
مخالفت با مداخله اروپا در امور مصر منجر به ظهور یک جنبش ملی گرایانه شد که با هم متحد شد و گسترش یافت: اقدامات بریتانیا در طول جنگ جهانی اول باعث نارضایتی گسترده مردم مصر شد.به طور خاص، اینها شامل خرید ذخایر پنبه توسط بریتانیا و درخواست علوفه حیوانات با قیمت‌های پایین‌تر از بازار، اجبار انگلیسی حدود 500000 فلاحین مصری به سپاه کار مصر و سپاه حمل و نقل شتر مصری در نیروی اعزامی مصر و استفاده از نیروهای اعزامی بود.این کشور به عنوان پایگاه و پادگانی که توسط بریتانیا، استرالیا و سایر سربازان امپراتوری پر شده بود.پس از جنگ، اقتصاد مصر اثرات نامطلوب افزایش قیمت ها و بیکاری را احساس کرد.
پس از مرگ حسین کامل، تنها پسرش، شاهزاده کمال الدین حسین، جانشینی را رد کرد و برادر حسین کامل، احمد فواد، به عنوان فواد اول بر تخت نشست.
با پایان یافتن جنگ، ملی گرایان مصری دوباره شروع به فشار بر دولت بریتانیا برای استقلال کردند.علاوه بر دلایل دیگر، مصری ها تحت تأثیر رئیس جمهور آمریکا، وودرو ویلسون، که از خودمختاری برای همه ملت ها حمایت می کرد، بودند.در سپتامبر 1918، مصر اولین اقدامات را به سمت تشکیل وفد یا هیئتی انجام داد تا خواسته های خود را برای استقلال در کنفرانس صلح پاریس بیان کند.ایده وفد در میان اعضای برجسته حزب امت، از جمله لطفی به عنوان سید، سعد زغلول، محمد محمود پاشا، علی شراوی و عبدالعزیز فهمی سرچشمه گرفته بود.
در 13 نوامبر 1918، پس از آن در مصر به عنوان یوم الجهاد (روز مبارزه) جشن گرفته شد، زغلول، فهمی و شراوی با ژنرال سر رجینالد وینگیت ("وینگیت پاشا")، کمیساریای عالی بریتانیا حاضر شدند.آنها خواستار استقلال کامل با این قید بودند که به بریتانیا اجازه نظارت بر کانال سوئز و بدهی عمومی داده شود.آنها همچنین اجازه رفتن به لندن را خواستند تا پرونده خود را به دولت بریتانیا مطرح کنند. در همان روز مصریان هیئتی به نام الوفد المصری (معروف به وفد) به ریاست سعد زغلول به همین منظور تشکیل دادند.دولت بریتانیا اجازه نداد وفد به لندن برود.
در 8 مارس، زغلول و سه تن دیگر از اعضای وفد دستگیر و در زندان قصرآن نیل زندانی شدند.روز بعد، آنها به مالت تبعید شدند، اقدامی که جرقه قیام مردمی مارس/آوریل 1919 را زد که در آن مصری ها از همه طبقات اجتماعی شرکت کردند.درگیری‌های شدیدی در قاهره و شهرهای استانی مصر سفلی به‌ویژه طنطا روی داد و قیام به جنوب گسترش یافت و به درگیری‌های خشونت‌آمیز در استان عسیوت در مصر علیا ختم شد.
تبعید وفدیان همچنین باعث تظاهرات دانشجویی شد و به اعتصابات گسترده دانشجویان، مقامات دولتی، متخصصان، زنان و کارگران حمل و نقل تبدیل شد.در عرض یک هفته، تمام مصر در اثر اعتصابات عمومی و شورش فلج شد.خطوط راه آهن و تلگراف قطع شد، رانندگان تاکسی از کار خودداری کردند، وکلا در دادگاه حاضر نشدند، و تظاهرکنندگان در خیابان ها راهپیمایی کردند و شعارهای طرفدار وفدیستی سر دادند و خواستار استقلال شدند.خشونت در جریان انقلاب بین نیروهای بریتانیا و معترضان مصری رخ داد که منجر به کشته و زخمی شدن تعداد زیادی از دو طرف شد.
در 16 مارس، بین 150 تا 300 زن محجبه طبقه بالای مصری تظاهراتی را علیه اشغالگری بریتانیا برگزار کردند، رویدادی که ورود زنان مصری به زندگی عمومی را رقم زد.رهبری این زنان را صفیه زغلول، همسر سعد زغلول، رهبر وفد، بر عهده داشت.هدی شراوی، همسر یکی از اعضای اصلی وفد و سازمان دهنده اتحادیه فمینیست همراه مونا فهمی ویسا بودند. زنان طبقات پایین در کنار مردان در خیابان ها تظاهرات کردند.ر روستاها، زنان به فعالیت هایی مانند بریدن خطوط ریلی مشغول بودند.
هنگامی که رهبران مرد تبعید یا بازداشت شدند، زنان طبقه بالای جامعه برای اولین بار در سیاست شرکت کردند.آنها اعتصابات، تظاهرات و تحریم کالاهای انگلیسی را سازماندهی کردند و طومارهایی نوشتند که در اعتراض به کنترل بریتانیا در مصر به سفارتخانه های خارجی ارسال کردند.
راهپیمایی زنان در 16 مارس یک روز پیش از بزرگترین تظاهرات انقلاب 1919 بود.بیش از 10000 معلم، دانش‌آموز، کارگر، وکلا و کارمند دولتی شروع به راهپیمایی در الازهر کردند و به کاخ عابدین راهپیمایی کردند، جایی که هزاران نفر دیگر به آنها پیوستند و موانع و ممنوعیت‌های بریتانیا را نادیده گرفتند.به زودی تظاهرات مشابهی در اسکندریه، طنطا، دمنهور، المنصوره و الفیوم آغاز شد.تا تابستان 1919، بیش از 800 مصری و همچنین 31 اروپایی و 29 سرباز انگلیسی کشته شدند.
ژنرال وینگیت، کمیساریای عالی بریتانیا، قدرت نیروهای ملی گرا و تهدیدی که وفد برای کنترل بریتانیا بر مصر به نمایش می گذاشت را درک می کرد و سعی داشت دولت بریتانیا را متقاعد کند که به وفد اجازه سفر به پاریس را بدهد.با این حال، دولت بریتانیا با زغلول و ملی گرایان دشمنی داشت و در رد درخواست استقلال مصر سرسخت بود.ژنرال وینگیت برای گفتگو در مورد وضعیت مصر به لندن فراخوانده شد، در حالی که سر میلن چیتهام در ژانویه 1919 به عنوان کمیساریای عالی موقت منصوب شد.